# Tiller Girls
Die Tiller Girls waren eine der erfolgreichsten Tanzgruppen zu Beginn des 20. Jahrhunderts. Es existierten zwei konkurrierende Gruppen dieser Girls: die John-Tiller-Girls und die Lawrence-Tiller-Girls. Beide stammten aus Großbritannien. Beide hatten Schwierigkeiten, sich in Europa zu etablieren und präsentierten ihre Tanzformationen zunächst in den USA, von wo aus sie viel erfolgreicher nach Europa zurückkehrten.
Siegfried Kracauer bezeichnete sie als „Produkte der amerikanischen Zerstreuungsfabriken [und] keine einzelnen Mädchen mehr, sondern unauflösliche Mädchenkomplexe, deren Bewegungen mathematische Demonstrationen sind“.

## Revuetheater in der Weimarer Republik
Der Aufführungshöhepunkt der Revuetheater in der Weimarer Republik war die wirtschaftlich blühende Zeit von 1924 bis 1928. Es handelt sich um die Zeit zwischen Inflation und Weltwirtschaftskrise. Die Revue war ein Ausdruck der Zeit, sie gestaltete die Vorstellung eines modernen Lebensstils bestimmter bürgerlicher Schichten. Themen wie Konsum und Konjunktur, Warentausch und internationalisierter Handel prägten die Themen der Revuen.
In den Revuetheatern arbeiteten zeitweise über dreihundert Darsteller, 85 Prozent davon weiblich. Die Revuen präsentierten den weiblichen Körper in allen seinen Facetten. Sie waren eine Abfolge von stets wechselnden Attraktionen, Überraschungen und Neuerungen. In der Verbindung mit prachtvollen Kostümen wurden die Körper der Darstellerinnen zu Ausstellungsstücken. Diese Verbindung von Körper und Material war für die Revuen charakteristisch. Der Körper selbst erhielt durch die Verbindung mit teuren Waren und Materialien eine eigene Aura des Kostbaren und Unnahbaren – eine Bühnenvision.

## Die Revue und die Tiller Girls

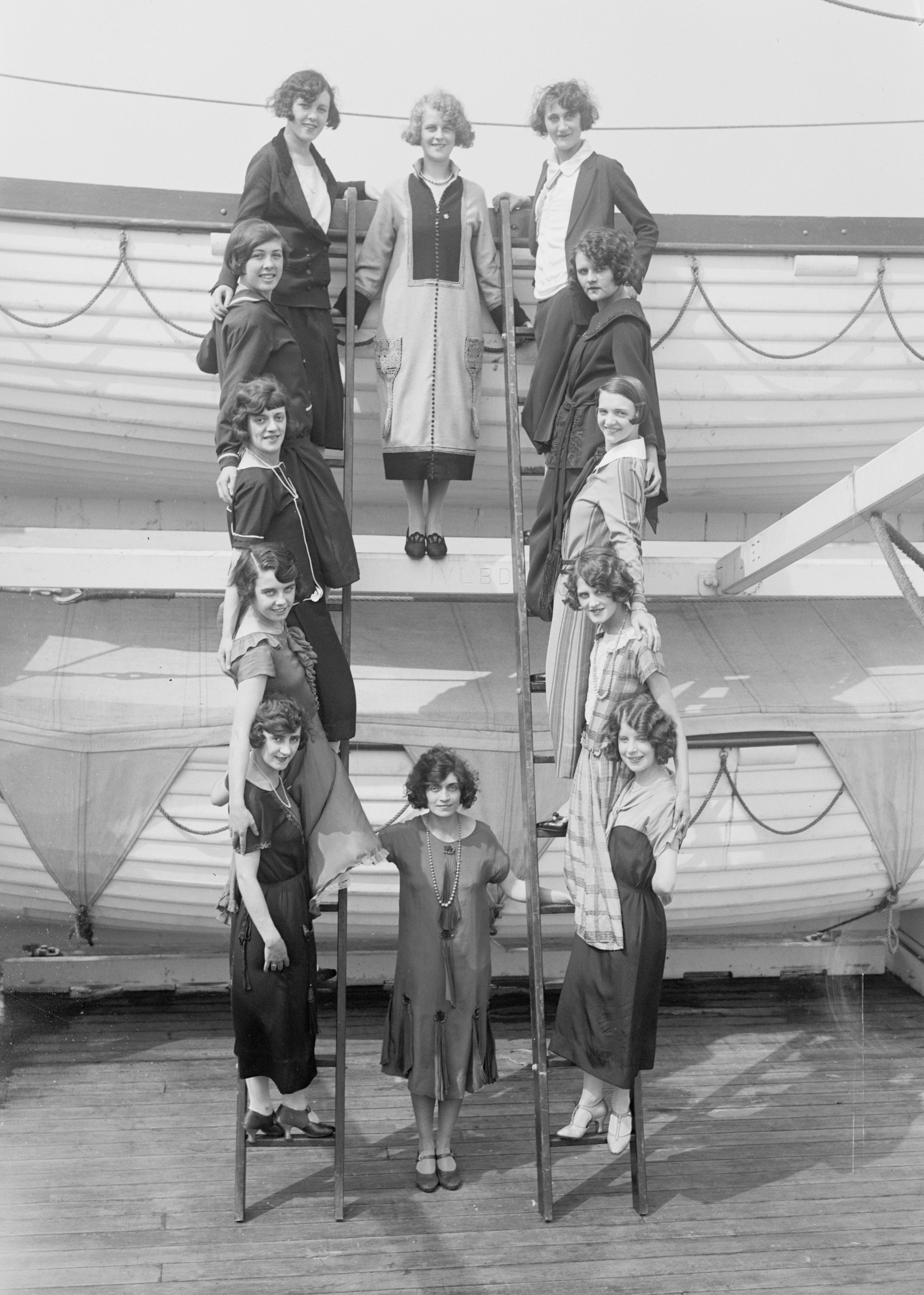
Tiller Girls (Datum unbekannt)

In den zwanziger Jahren vollzog sich ein Wandel der Körperkultur. Für Siegfried Kracauer hat dieser mit den Tiller Girls begonnen. Die Tiller Girls waren als individuelle Frauen nicht kenntlich, da ihre Namen nicht im Programmheft standen und jede Einzelne von ihnen austauschbar war. Denn die Girls waren nur ein Teil des Ganzen. Die Kostümierung und die gleichförmigen Tanzbewegungen unterstrichen die Repräsentation einer automatenhaften, gesichtslosen Masse.
Nach Kracauer besaßen die Girls keine erotische Ausstrahlung, sondern stellten nur den Ort der Erotik dar. Das Verdinglichen der Körper entsexualisierte diese, da sie zu Ornamenten der Revuen geworden waren. Die Mädchen in den Revuetheatern hatten somit durch ihre Nacktheit oder leichte Bekleidung ihre erotische Aura verloren und ihre Körper wurden zu einer objekthaften Masse. Der Revuetanz wurde durch die erotische Bedeutung halbnackter Körper und entblößter Beine zum Kapital der Show.
Die synchronen Beinbewegungen der Girls waren vergleichbar mit den Produktionsprozessen in einer Fabrik, durch die Fließbandarbeit.
Die Menschen mussten ihren Rhythmus dem der Maschinen anpassen, aufgrund der Amerikanisierung der Produktion und somit auch der Fließbandarbeit. Diese Dynamisierung forderte eine Dynamisierung der Wahrnehmungen, insbesondere der des Sehens. Dieses brachten die Tiller Girls in ihren einstudierten Tänzen zum Ausdruck.
Weiterhin standen die von den Tiller Girls im Gleichtakt bewegten und perfekt funktionierenden Körper im Kontrast zu den durch den Ersten Weltkrieg verwundeten und verstümmelten Menschen. Die Frauenkörper sollten die zukunftsträchtige Seite der Maschinen repräsentieren, aufwerten und sie von den Erfahrungen des Krieges abspalten.
Die präzisen und synchronen Bewegungen der Girls standen als treffender Ausdruck und als Umsetzung von aktuellen Zeitmerkmalen. Die Bewegungen verkörpern eine Tanz- und Bewegungsform, in der das neue Lebenstempo, die ökonomische Produktionssteigerung und Arbeitsrationalisierung in großen Fabriken durch Fließbandarbeit als ein ästhetisch-künstlerisches Abbild gedeutet werden konnte.
Die präzisen Bewegungsabläufe der Tiller Girls können nicht nur als Abbild von Maschinen interpretiert werden, sondern gleichzeitig auch als Verkörperung für das Leichte und Spielerische der Existenz, als Zeichen für die Dynamik des Lebens und als eine kurzweilige, ereignisreiche Lebensgestaltung. Die Verkörperung der amerikanischen Lebensart bestand hierbei primär in einer positiven Lebenseinstellung, im Bewusstsein um die Möglichkeit einer glücklichen und unbeschwerten Zukunft. In der Weimarer Republik wurden die Tiller Girls als Ausdruck und Verkörperung einer modernen Lebensauffassung verstanden und ihr Tanz galt als Ausdruck dieser neuen und leichten Lebensphilosophie. Sie verkörperten ein positives Lebensgefühl.

## Der Körper des Girls

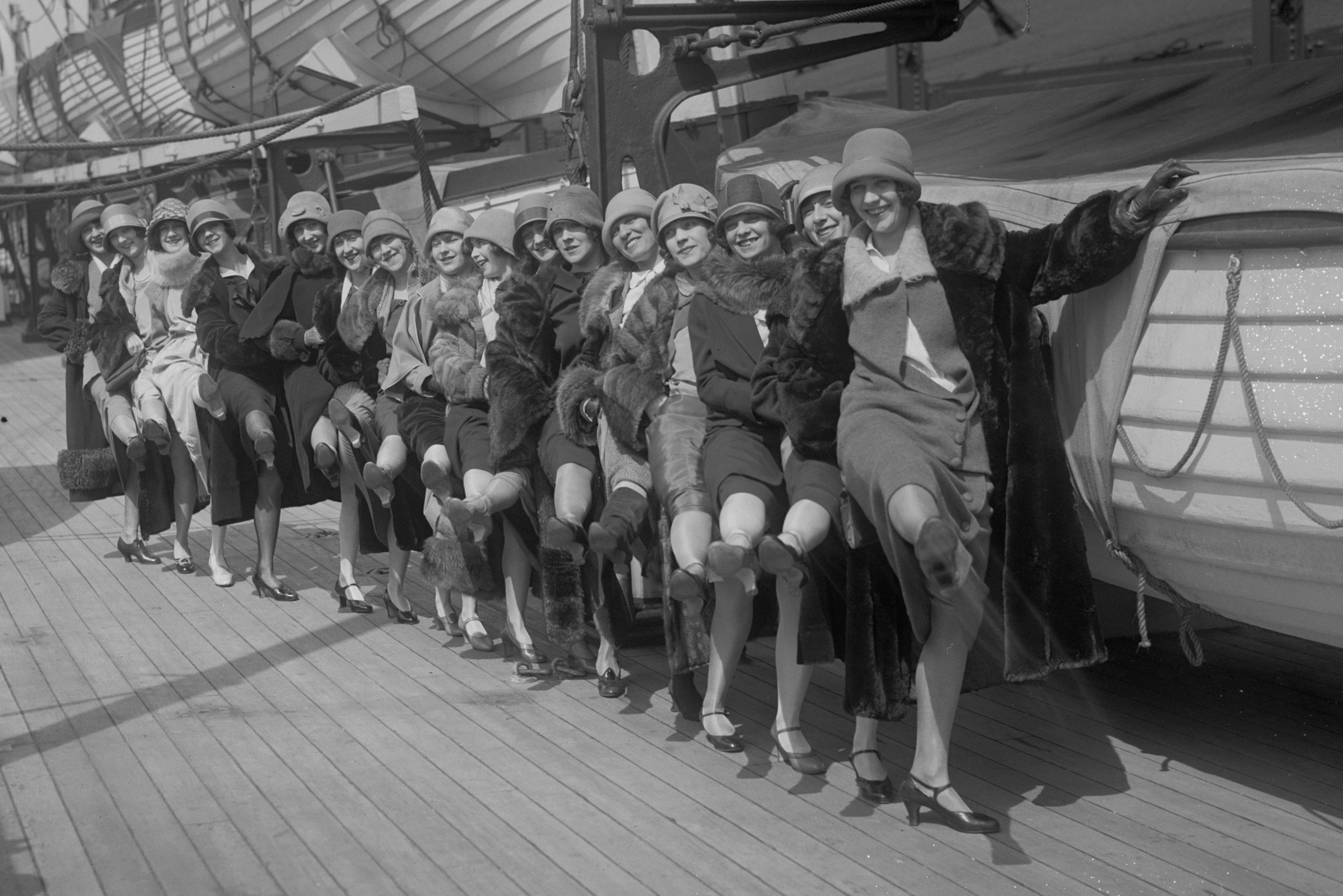
Die Tiller Girls (1926)

In den 1920er Jahren zeichnete sich ein neues Verständnis von Weiblichkeit ab. Die Tanzgirls besaßen eine Vorbildfunktion für andere junge Frauen. Hierbei stand eine besondere Einstellung zum Körper im Mittelpunkt und verdeutlichte eine neue Form von Weiblichkeit.
Der populäre Weiblichkeitsentwurf des Girls, der mädchenhafte Frauentyp, zeichnete sich durch Jugendlichkeit und Sportlichkeit sowie durch den obligatorischen Bubikopf aus. Die Tiller Girls verkörperten diesen Frauentyp. Wollten diese eine professionelle Haltung einnehmen, so mussten sie ein Bewusstsein für die Vermarktung ihres eigenen Körpers entwickeln. Denn dieser ermöglichte beruflichen Erfolg, finanzielle Unabhängigkeit und ein eigenständiges Leben. Dieses setzte allerdings ein entsprechendes Körpertraining voraus. Die Tiller Girls wirkten jungenhafter, hatten weniger ausgeprägte Rundungen, lange Beine und schmale Hüften. Für den Betrachter der Revuen verkörperte das Girl einen modernen Lebensstil. In der präzisen Körperbeherrschung wurde eine der Zeit entsprechende Fähigkeit gesehen, sich den aktuellen, verschärften sozialen Situationen zu stellen und diese erfolgreich zu bewältigen. Der dynamische Körper, welcher den Erfordernissen der Zeit entsprach, besaß eine Normfigur, von der die Körper der Tiller Girls nicht abweichen durften. Es wurden bestimmte Maße festgesetzt, damit die Körper massenhaft reproduziert werden konnten. Die phänotypische Erscheinung des Girls konnte als Massenphänomen verstanden werden. Sowohl Altersgrenzen als auch soziale Unterschiede verwischten. Diese ließen sich zum Beispiel auf Bildern kaum feststellen. Die Frauen wirkten durch ihr Aussehen einerseits sehr modern in ihrem Auftreten und ihren neuen Vorstellungen von Weiblichkeit, andererseits wirkten sie sehr angepasst und konform.
Es gab einen Prozess der visuellen Wandlung der Frauen. Als Auslöser für diesen Wandel stehen die Tiller Girls. Die Erscheinung des Girls wurde zur Norm, der sich kaum eine Frau entziehen konnte. Emanzipative Inhalte der äußeren Erscheinung ließen sich nur sehr schwer erkennen. Die Menschen sind Massenglieder oder Bruchteile einer Figur, Individualität fand keinen Platz.